# Ayrshire
Ayrshire är ett historiskt grevskap i den sydvästra delen av Skottland, runt stränderna vid fjorden Firth of Clyde. Grevskapet hette formellt Grevskapet Ayrshire. Grevskapet inkluderade städerna Ayr, Kilmarnock och Irvine. Arean är 2 947 kvadratkilometer. Den har en befolkning på cirka 367 000.
Sedan 1996 har Ayrshire ingen betydelse i den administrativa förvaltningen utan är uppdelat på kommunerna East Ayrshire, North Ayrshire och South Ayrshire.